# Яшунский, Роман Викторович
Рома́н Ви́кторович Яшу́нский (в монашестве Иона, при хиротонии во иеромонаха Флоринитского синода — Нектарий, греч. Νεκτάριος Γιαζούνσκιϊ; род. 11 августа 1966, Ленинград) — бывший иеродиакон Русской Православной Церкви, бывший епископ Олимпийский (2007—2016) Ламийского синода церкви ИПХ Греции; гимнограф, переводчик. Владеет древнегреческим и новогреческим языками. Осуществил переводы на русский язык ряда трудов свт. Григория Паламы, Максима Исповедника, Кирилла Александрийского, Никифора Григоры.
В 2016 году сложил с себя епископский сан и стал «частным лицом, не представляющим какую-либо религиозную структуру или организацию».

## Биография
Родился 11 августа 1966 года в Ленинграде.
21 марта 1989 года по благословению епископа Иваново-Вознесенского Амвросия (Щурова) иеромонахом Филиппом (Майзеровым) был пострижен в монашество с именем Иона.
23 июля 1989 года был рукоположен в сан иеродиакона катакомбным епископом Исаакием (Анискиным). В том же году вернулся в юрисдикцию Русской православной церкви и проживал в Свято-Духовом монастыре в Вильнюсе.
31 октября 1990 года  в Иоанновском монастыре митрополитом Санкт-Петербургским Иоанном (Снычёвым) повторно рукоположен в сан иеродиакона. 12 мая 1994 года вышел за штат Санкт-Петербургской митрополии.
В июне 1994 года во время пребывания в Германии архиепископом Берлинским и Германским Марком (Арндтом) был принят в общение с Русской православной церкви заграницей, а в июле 1994 года получил предложение епископа Ишимского Евтихия (Курочкина) о зачислении в клир Ишимской епархии, но отказался от него.
Летом 1995 года проживал в монастыре свв. Киприана и Иустины. 17 декабря 1995 года архиепископом Афинским Хризостомом (Киусисом) через хиротесию был принят в юрисдикцию Флоринитского синода и в тот же день рукоположен в сан иеромонаха с наречением имени Нектарий в честь святителя Нектрария Эгинского.
В 1996 году вернулся в Россию, а в 1997 году вёл переговоры о присоединении к юрисдикции епископа Кубанского Вениамина (Русаленко) (РПЦЗ).
С 1998 по 2001 годы в качестве вольнослушателя обучался на Новогреческом отделении кафедры Общего языкознания филологического факультета Санкт-Петербургского университета.
В 1999 году перешёл в юрисдикцию Ламийского синода церкви ИПХ Греции, обвинил «хризостомовцев» в ереси, а Синод Архиепископа Хризостома, в свою очередь, изверг его из священного сана.
23 октября 2002 года епископом Петрским Макарием (Кавакидисом) в монастыре св. Иакова Брата Божия в Перистери был возведён в достоинство архимандрита.
11 (24) октября 2007 года в храме в честь Святого Пояса Богородицы на заседании Ламийского Синода в Афинах был избран для рукоположения в сан епископа. 25 октября в кафедральном храме Святых Апостолов в Афинах был рукоположен в сан епископа Олимпийского. Хиротонию совершили: архиепископ Афинский и всея Греции Макарий (Кавакидис), митрополит Фтиотидский и Фавмакский Каллиник (Ханиотис), митрополит Солунский Евфимий (Орфанос), митрополит Месогейский и Островов Христофор (Ангелопулос) и епископ Гардикийский Афанасий (Бафиадис).
Его избрание и хиротония осуществлялась без согласия российских приходов. Епископа Нектария не признал ни один «ламийский» приход в России. Часть не признавших власти епископа Нектария приходов ушла в другие неканонические юрисдикции, остальные попросилась под прямое окормление первоиерарха «ламийцев» Архиепископа Макария.
17 июля 2016 года заявил о сложении с себя епископских полномочий: «С настоящего дня я слагаю с себя епископские полномочия и обязанности и впредь остаюсь частным лицом, не представляющим какую-либо религиозную структуру или организацию… Прошу также не пытаться задавать мне вопросы в личных сообщениях и заранее предупреждаю, что отвечать не стану».
В ноябре 2017 года стало известно о выставлении Романом Яшунским своего жилья на продажу вместе с домовым храмом. Квартира находится в «немецком коттедже» вблизи станции метро «Чёрная речка». Она имеет отдельный вход и крыльцо. «Конечно, я хотел бы продать квартиру тому, кто будет ценить и сохранять её уникальность, кому нужна будет церковь. Если вы знаете тех, кого это могло бы заинтересовать — будь то православная или греко-католическая община, или представитель духовенства, или просто частное лицо, желающее иметь домашнюю моленную, — пожалуйста, обратите их внимание на этот пост».

## Публикации
- Иона (Яшунский), иеродиакон. Наши катакомбы. // Вестник РХД. Париж — Нью-Йорк — Москва. 1992. № 166. — С.243-259
- Нектарий, иеромонах. Краткая история священной борьбы старостильников Греции против всеереси экуменизма. Спб.: Санкт-Петербургское Религиозное Общество Истинно-Православных Христиан, 2001. — 64 с.
- Ἀρχιμανδρίτου Νεκταρίου. ΣΥΝΤΟΜΟΣ ΕΞΗΓΗΣΙΣ ΠΕΡΙ ΤΗΣ ΟΝΟΜΑΤΟΔΟΞΙΑΣ (Архимандрит Нектарий. Краткое разъяснение относительно имяславия. Archimandrite Nectarios. Onomatodoxy: A Brief Explanation). 2007.

Переводы
- Максим Исповедник. О различных недоумениях у святых Григория и Дионисия (Амбигвы). — М.: Институт философии, теологии и истории св. Фомы, 2006. — 464 с. — (Серия: Bibliotheca Ignatiana) — ISBN 5-94242-022-X
- Григорий Палама. Антилатинские сочинения. Два аподиктических слова об исхождении Святого Духа. Против Векка. — Краснодар: Текст, 2006. — 192 с. — ISBN 5-903298-03-6
- Григорий Палама. Трактаты. — Краснодар: Текст, 2007. — 256 с. — ISBN 978-5-903298-05-1
- Григорий Палама. Антирретики против Акиндина. — Краснодар: Текст, 2010. — 368 с. — ISBN 978-5-903298-07-5
- Никифор Григора, История Ромеев, т. I. — Спб.: Своё издательство, 2013. — XLII, 438 с. — (SERIA BYZANTINA). — ISBN 978-5-4386-0136-4
- Кирилл Александрийский. Книга сокровищ о Святой и Единосущной Троице, СПб.: Сатис, Абышко, Текст, 2014, — 384 с. — ISBN 978-5-903525-66-9
- Никифор Григора, История Ромеев, т. II. — Спб.: Квадривиум, 2014. — 496 с. — (SERIA BYZANTINA). — ISBN 978-5-4240-0095-9.
- Кирилл Александрийский. Книга сокровищ о Святой и Единосущной Троице. — Санкт-Петербург, Краснодар: Изд-во Олега Абышко, Сатисъ, Текст, 2014. — 383 с.

Гимнография
- Служба преп. Паисию Величковскому[6].
- Служба Царственным мученикам.